# Черкашнев, Иван Трофимович
Иван Трофимович Черкашнев (1911—1954) — Гвардии майор Советской Армии, участник Великой Отечественной войны, Герой Советского Союза (1945).

## Биография
Иван Черкашнев родился 25 сентября 1911 года в Юзовке (ныне — Донецк). Окончил рабфак и два курса Донецкого индустриального института. В 1933—1935 годах проходил службу в Рабоче-крестьянской Красной Армии. Проживал и работал в Сталино. В июне 1941 года Черкашнев повторно был призван в армию. В июле 1942 года он окончил Ростовское артиллерийское училище и был направлен на фронт Великой Отечественной войны. В боях шесть раз был ранен и контужен.
К июлю 1944 года гвардии капитан Иван Черкашнев командовал 2-й батареей 275-го гвардейского истребительно-противотанкового артиллерийского полка 4-й гвардейской истребительно-противотанковой артиллерийской бригады 69-й армии 1-го Белорусского фронта. Отличился во время освобождения Польши. 31 июля 1944 года батарея Черкашнева успешно прикрывала переправу советских войск через Вислу в районе населённого пункта Кемпа-Хотецка к юго-западу от города Пулавы. Ночью того же дня Черкашнев переправил свою батарею на западный берег и принял активное участие в боях за удержание и расширение плацдарма, нанеся немецким войскам большие потери в живой силе и боевой технике.
Указом Президиума Верховного Совета СССР от 21 февраля 1945 года за «образцовое выполнение боевых заданий командования на фронте борьбы с немецкими захватчиками и проявленные при этом мужество и героизм» гвардии капитан Иван Черкашнев был удостоен высокого звания Героя Советского Союза с вручением ордена Ленина и медали «Золотая Звезда» за номером 3120.
В январе 1947 года в звании майора Черкашнев был уволен в запас. Проживал в Донецке, работал начальником цеха на одном из заводов. С 1951 года жил в Ленинграде. Скоропостижно скончался 24 февраля 1954 года, похоронен на Большеохтинском кладбище Санкт-Петербурга.
Был также награждён орденами Красного Знамени, Александра Невского, Отечественной войны 1-й степени, Красной Звезды, рядом медалей.

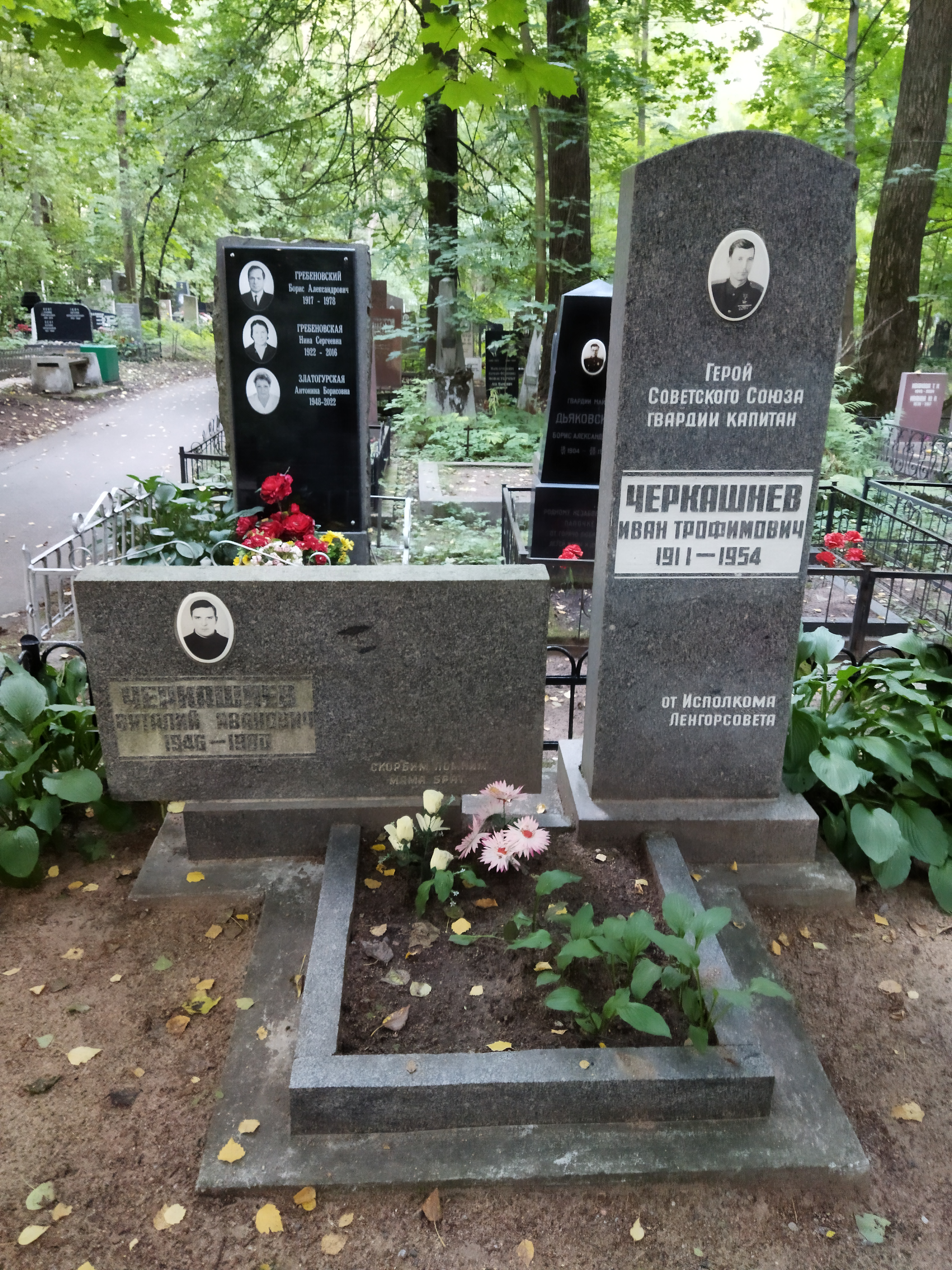
Могила И. Т. Черкашнева на Большеохтинском кладбище в Санкт-Петербурге